# 德拉岑·拜塞克
德拉任·拜塞克（Dražen Besek，1963年3月10日—）是克罗地亚已退役的职业足球运动员和现役教练。

## 简介
拜塞克球员生涯的鼎盛时期曾长期效力于当时前南联赛的劲旅萨格勒布迪纳摩，退役后他曾三次出任家乡球队瓦特克斯的主教练。2010年1月，媒体报道刚刚辞去瓦特克斯主教练一职的拜塞克接受名帅布拉泽维奇的邀请，加盟上海申花出任助理教练，协助布拉泽维奇的工作。
2011年，拜塞克继续追随布拉泽维奇在中国国奥出任助理教练，但在6月的奥运预选赛负阿曼出局后自动解约。同年8月，拜塞克重返上海申花，接替奚志康出任主教练。赛季结束后，拜塞克返回克罗地亚，出任萨格勒布足球俱乐部主教练。
2012年12月11日，湖南湘涛足球俱乐部宣布拜塞克执教担任球队新任主帅。